# فوجی‌فیلم فاین‌پیکس اچ‌اس۳۰ایی‌ایکس‌آر

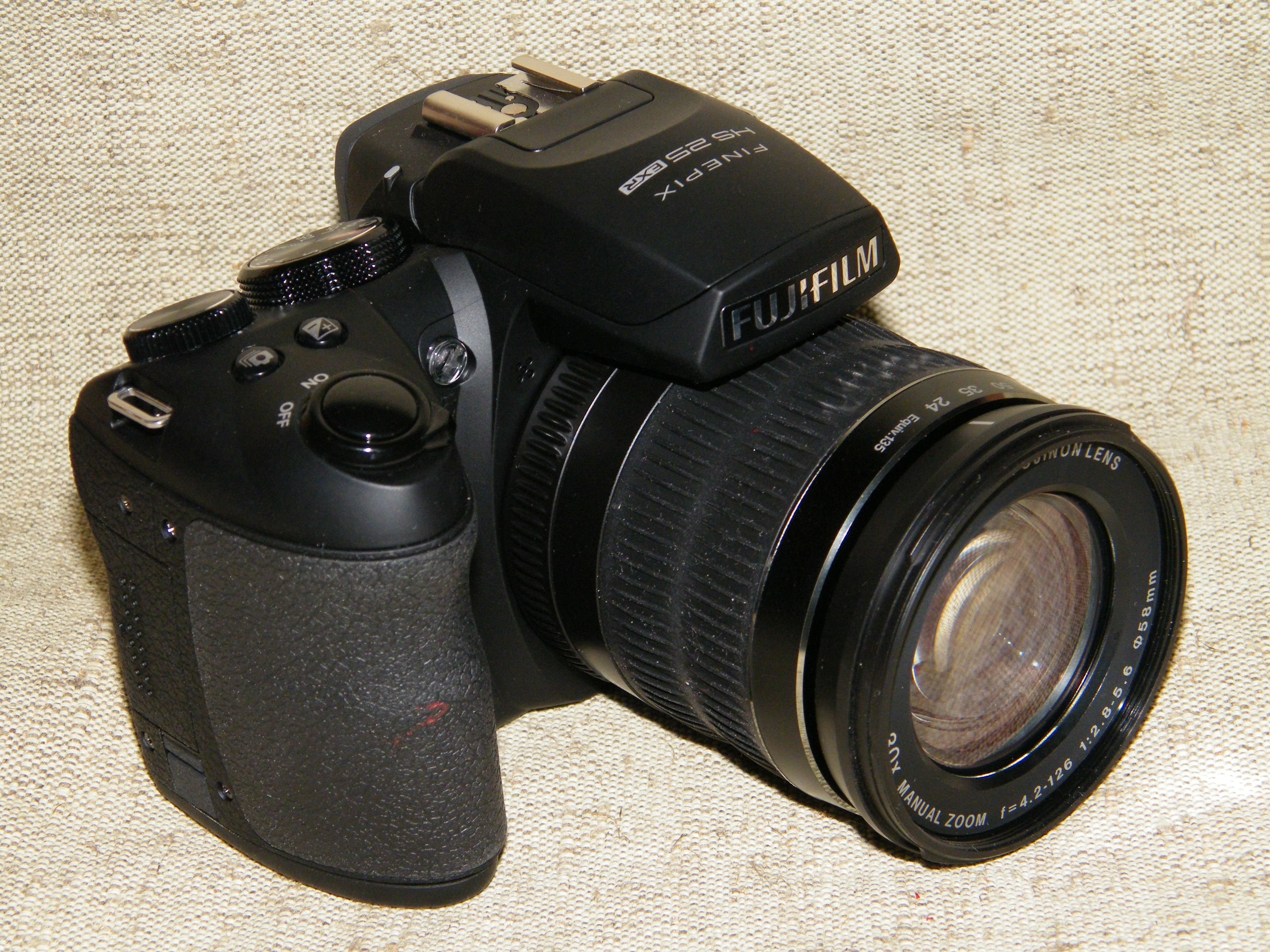
دوربین عکاسی فوجی فیلم فاین پیکسل

فوجی‌فیلم فاین‌پیکس اچ‌اس۳۰ایی‌ایکس‌آر (به انگلیسی: Fujifilm FinePix HS30EXR) یک دوربین عکاسی ساخت شرکت فوجی‌فیلم است.